# جيمس إدموند جيفريز
جيمس إدموند جيفريز هو سياسي أمريكي، ولد في 1 يونيو 1925 في ديترويت في الولايات المتحدة، وتوفي في 22 أغسطس 1997 في توسان في الولايات المتحدة. نشط حزبياً في الحزب الجمهوري. وقد انتخب عضو مجلس النواب الأمريكي عن دائرة Kansas's 2nd congressional district ‏ وقد انضم خلال فترته النيابية (3 يناير 1981 – 3 يناير 1983) للكتلة البرلمانية الحزب الجمهوري وانتخب عضو مجلس النواب الأمريكي عن دائرة Kansas's 2nd congressional district ‏ وقد انضم خلال فترته النيابية ‏ (3 يناير 1979 – 3 يناير 1981) للكتلة البرلمانية الحزب الجمهوري وانتخب عضو مجلس النواب الأمريكي.